# 555 Norma
555 Norma è un asteroide della fascia principale del diametro medio di circa 40,11 km. Scoperto nel 1905, presenta un'orbita caratterizzata da un semiasse maggiore pari a 3,1826037 UA e da un'eccentricità di 0,1566811, inclinata di 2,63681° rispetto all'eclittica.
Il suo nome fa riferimento alla Norma, opera del compositore italiano Vincenzo Bellini.